# Стара Европа (археологија)
Стара Европа је термин који је сковала литванска археологиња Марија Гимбутас да опише оно што је она доживљавала као релативно хомогену преиндоевропску културу или цивилизацију из неолита и бакарног доба у југоисточној Европи, са средиштем у долини Доњег Дунава. Стара Европа се у некој литератури помиње и као Дунавска цивилизација.
Термин дунавска култура је раније сковао археолог Вере Гордон Чајлд да би описао рану пољопривредну културу (нпр. култура линеарне керамике) која се ширила на запад и север од долине Дунава у централну и источну Европу.
Године 4500 пре нове ере, пре него што су изграђени први градови у Месопотамији и Египту, Стара Европа је била међу најсофистициранијим и технолошки најнапреднијим местима на свету... На свом врхунцу, око 5000–3500 пре нове ере, Стара Европа је развијала многе политичке, технолошки и идеолошки знаци "цивилизације". Нека староевропска села су порасла до величине попут градова, већа од најранијих градова Месопотамије... Стари европски металци су у своје време били међу најнапреднијим занатлијама метала на свету, а свакако и најактивнији. Метални артефакти које су открили археолози из Старе Европе износе око 4.700 килограма (више од пет тона) бакра и преко 6 килограма злата, што је више метала него што је пронађено у било ком другом делу старог света. пре 3500. п. н. е. Потражња за бакром, златом, егејским шкољкама и другим драгоценостима створила је мрежу преговора која је досезала стотине километара. Керамика, фигурице, па чак и куће биле су украшене упечатљивим дизајном. Фигурице женских "богиња", које се налазе у скоро сваком насељу, изазвале су интензивне дебате о ритуалној и политичкој моћи жена. Знакови исписани на глини сугеришу систем примитивног записа, ако не и писма.— Anthony (2010)

## Индоевропско порекло
Према Гимбутасовој верзији курганске хипотезе, Стару Европу су напали и уништили пасторални номади јахачи из понтско-каспијске степе („ Курганска култура“) који су са собом донели насиље, патријархат и индоевропске језике. Новији заговорници курганске хипотезе слажу се да су културе Старе Европе говориле прединдоевропским језицима, али укључују мање драматичну транзицију, са продуженом миграцијом говорника протоиндоевропског језика након колапса Старе Европе услед других фактора.
Конкурентна анадолска хипотеза Колина Ренфруа сугерише да су индоевропске језике раширили по Европи први фармери из Анадолије. У првобитној формулацији хипотезе, језици Старе Европе припадали су индоевропској породици, али нису имали посебну улогу у њеном преношењу. Међутим, према Ренфруовој најновијој ревизији теорије, Стара Европа је била „секундарни урхеимат“ (језичка домовина) где су се грчке, јерменске и балтословенске језичке породице разишле око 5000. године пре нове ере. Три генетске студије из 2015. дале су делимичну подршку Степској теорији у вези са индоевропским урхајматом. Према тим студијама, хаплогрупе Р1б и Р1а, сада најзаступљеније у Европи (Р1а је уобичајена и у Јужној Азији), прошириле би се из степа северно од Понтијског и Каспијског мора, заједно са бар неким од индоевропских језика; такође су открили аутозомну компоненту присутну код модерних Европљана која није била присутна код неолитских Европљана, а која би била уведена са очевим линијама Р1б и Р1а, као и индоевропским језицима.